# Аквагенический зуд
Аквагенический зуд — состояние кожи, характеризующееся развитием сильного, интенсивного, покалывающего эпидермального зуда без видимых повреждений кожи, вызванного контактом с водой. 
У разных людей зуд протекает по-разному. У некоторых возникают отдельные приступы, которые могут длиться от 10 минут до двух часов. У других симптомы проявляются почти постоянно из-за уровня влажности воздуха и/или потоотделения. Чаще всего зуд возникает на ногах, руках, груди, спине и животе, хотя может встречаться и в других местах. 
Зуд при контакте с водой, которая сопровождается сыпью, известен как аквагенная крапивница.

## Причины появления
Точный механизм неизвестен. Некоторые исследования предполагают, что зуд возникает в ответ на увеличение фибринолитической активности в коже, неадекватную активацию симпатической нервной системы или повышение активности ацетилхолинэстеразы.

## Диагностика
Точных медицинских тестов не существует. Скорее, диагноз ставится путем исключения всех других возможных причин зуда пациента, включая истинную полицитемию. Поскольку зуд является симптомом многих серьезных заболеваний, важно исключить другие причины, прежде чем поставить окончательный диагноз.

## Способы лечения
Поскольку причину заболевания можно полностью устранить не во всех случаях, лечение является симптоматическим. Применяются противозудные лосьоны или кремы, фототерапия. После контакта с водой также применяются горячие или холодные компрессы.
Как ни странно, горячая ванна или душ помогают многим пациентам. Причина, возможно, в том, что тепло заставляет тучные клетки в коже высвобождать запасы гистамина и не восстанавливать его запасы в течение следующих 24 часов.
Блокаторы H1 и H2, такие как лоратадин, доксепин или циметидин, исторически были опробованы первыми, но помогают не всем пациентам. В случаях, когда антигистаминные препараты помогают, лоратадин, по-видимому, наиболее эффективен в легких случаях, а доксепин — в более тяжелых.
Некоторым людям облегчают зуд налтрексон, гидрокортизон или пропранолол .

## Этимология
Название происходит из латыни:
- Aquagenic означает "вызванный водой"
- Pruritus означает "зуд".